# رایسین

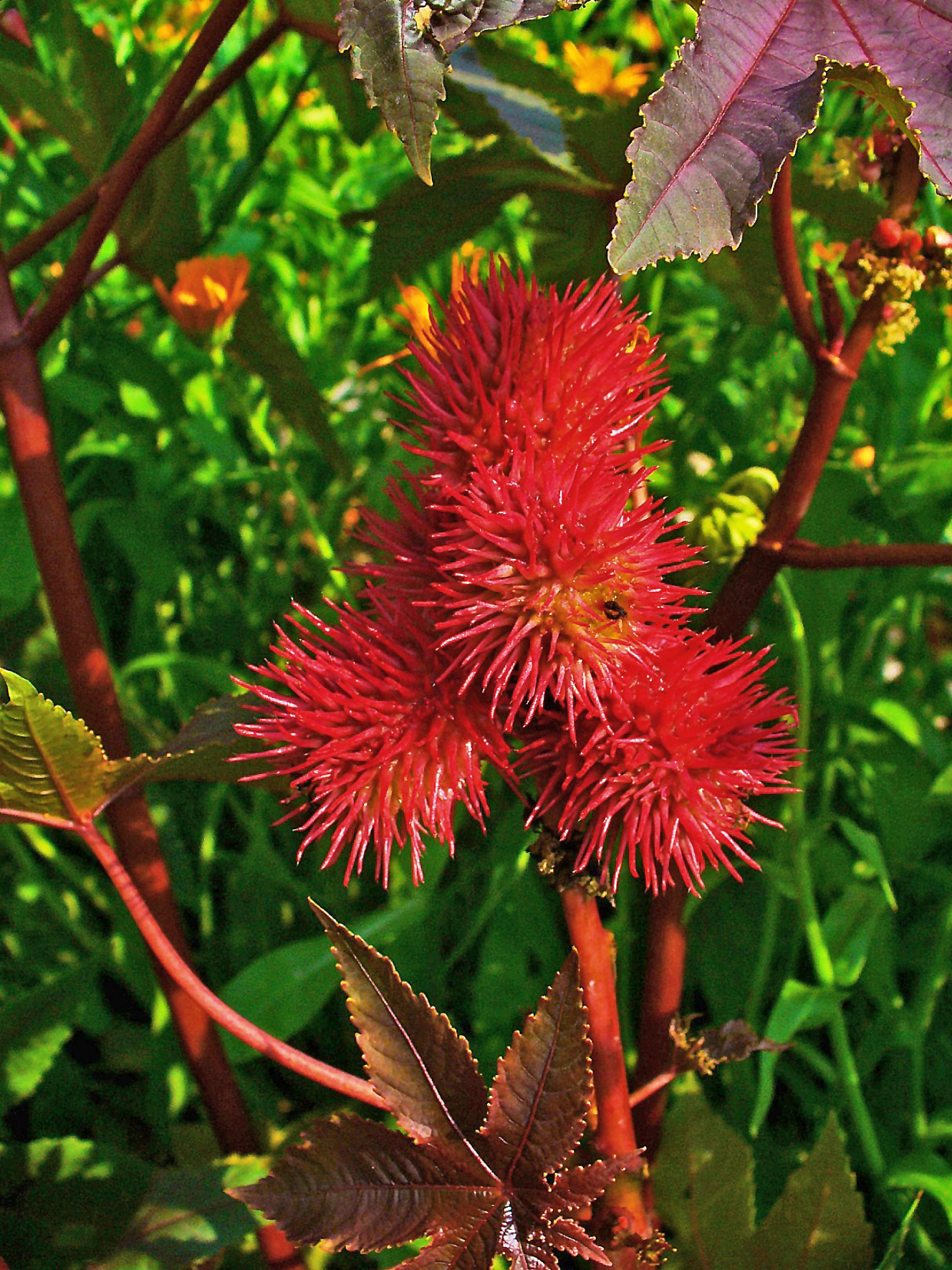
گیاه کرچک

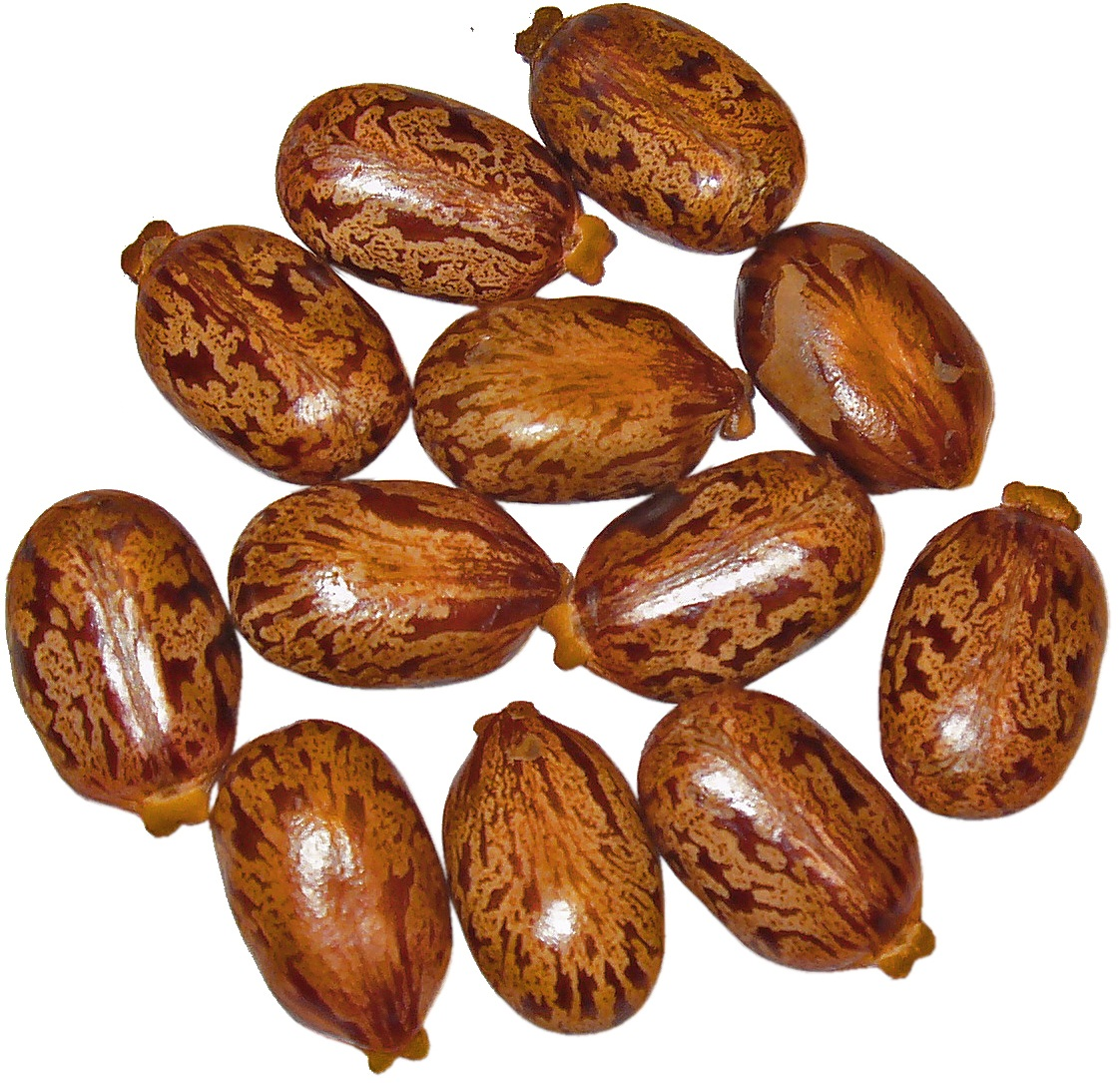
دانه‌های کرچک

رایسین (به انگلیسی: Ricin) ماده‌ای بسیار سمی است که حتی مقدار اندکی از آن به اندازهٔ چند دانهٔ نمک خوراکی می‌تواند انسان بالغ را از پای درآورد. این سم بسیار خطرناک از گیاه کرچک تهیه می‌شود. به‌طور کلی این ماده به شکل گَرد سفید رنگ بوده و عده ای اعتقاد دارند در صورتی که به غبار تبدیل شود و وارد آب یا غذا گردد، غیرقابل تشخیص است. این باور تماماً اشتباه بوده و در پزشکی قانونی این سم 100درصد قابل تشخیص است. تمامی سم ها به دلیل عملکرد تخریب در بدن قابل شناسایی هستند. اثر سمی رایسین هزار برابر بیشتر از سیانور می‌باشد، همچنین این سم از طریق استشمام، خوردن و تزریق عمل می‌کند.
رایسین موجود در پوستهٔ دانهٔ کرچک به عنوان یک سلاح شیمیایی جنگی مورد آزمایش قرار گرفته است. رایسین مورد استفاده در سلاح‌های جنگی خالص‌سازی می‌شود و به صورت ذرات خیلی کوچکی تولید می‌شود که استنشاق می‌شوند. هرچقدر که سایز ذرات کوچک‌تر باشد رایسین سمی‌تر است.
رایسین در ژنتیک: پروتئین غیرفعال کننده ریبوزوم که سلول ها را آلوده کرده و توانایی آن ها برای سنتز کردن پروتئین های خودشان را مسدود می‌کند؛ این گونه، عملکرد های حیاتی بدن را خاموش میکند‌. یک انسان بالغ به طور میانگین با ۱،۷۸ میلی گرم رایسین، چه تزریقی و چه استنشاقی، از پای در می‌‌آید، این مقدار به اندازه چند بلور ریز نمک است(نانو ذرات پودر مانند).

## حوادث
سم رایسین در جریان پرونده قتل گئورگی مارکوف در افکار عمومی شناخته شد. مارکوف، یکی از مخالفان حکومت بلغارستان در سال ۱۹۷۸ زمانی که روی پل واترلو در شهر لندن، محل سکونتش، منتظر اتوبوس بود، با سم رایسین هدف حمله قرار گرفت. او در آن زمان احساس کرد چیزی ران پایش را نیش زده است. این نیش در اصل نوک چتری آغشته به سم رایسین بود که توسط یک مأمور اطلاعاتی بلغارستان به پای مارکوف فرو برده شد.
سه روز بعد از این واقعه مارکوف جان باخت.
بازرسان پرونده در آن زمان حدس زدند که اداره اطلاعات و امنیت شوروی سابق موسوم به کا‌گ‌ب این سم را در اختیار سازمان اطلاعات بلغارستان قرار داده است. در آن زمان ادعا شد تودور ژیوکوف، دیکتاتور پیشین بلغارستان دستور قتل مارکوف را به دلیل اقدام او در جهت انتشار اطلاعاتی در مورد محافل رده بالای رژیم کمونیستی صادر کرده است.

در تاریخ ۱۶ آوریل ۲۰۱۳ نامه‌ای در مرکز کنترل محموله‌های پستی کاخ سفید کشف شد؛ این نامه برای باراک اوباما پست شده بود، و نامه‌ای دیگر به سناتور دمکرات ویکر در سنای آمریکا ارسال شده بود که هیچ‌کدام به مقصد نرسیدند.
در تاریخ یک اکتبر ۲۰۱۸ نامه‌ای خطاب به رئیس‌جمهور آمریکا دونالد ترامپ نوشته شده بود؛ اما هرگز به داخل کاخ سفید هم راه نیافت این نامهٔ سمی در حالی کشف شد که روز پیش از آن هم پنتاگون ۲ نامهٔ دیگر دریافت کرد که حاوی سم مرگبار رایسین بود. این نامه‌ها خطاب به «جیمز متیس»، وزیر دفاع آمریکا و «جان ریچاردسون»، فرماندهٔ عملیات نیروی دریایی آمریکا نوشته شده بودند.
در تاریخ نوزدهم سپتامبر ۲۰۲۰ نامه‌ای همانند اتفاق پیشین برای رئیس‌جمهور آمریکا دونالد ترامپ، آغشته به سم رایسین کشف شد.

## نشانه‌های مسمومیت
از علائم مسمومیت به سم رایسین می‌توان به موارد ذیل اشاره کرد:
- تنگی نفس
- تب
- سرفه
- حالت تهوع
- پس از طی چند ساعت سرفه های شدید و خونی، شش ها پر از آب شده و فرد دچار خفگی می‌شود